# Takuboku Ishikawa
Takuboku Ishikawa (Hinoto, Iwate, 27 de outubro de 1885 - Tóquio, 13 de abril de 1912), pseudônimo de Hajime Ishikawa, foi um escritor japonês que viveu na era Meiji do Japão e que faleceu aos 27 anos, vítima de tuberculose. Apesar de sua curta carreira de apenas dez anos, o tempo o tornou um dos poetas mais lembrados no Japão pelos seus tankas e pelas suas poesias "modernas" (shintaishi) e "livres" (jiyushi). Começou como membro de um grupo de poetas naturalistas, o Myojo, que publicou seu primeiro trabalho quando tinha 17 anos. Alguns anos depois, a sua simpatia por um grupo de socialistas condenados à morte pelo regime imperial o levou a juntar-se ao grupo de poetas japoneses "socialistas", renunciando ao naturalismo.
A província de Iwate o tem como um de seus cidadãos mais ilustres. Seu túmulo encontra-se no Cabo Tatimati na cidade de Hakodate, na ilha de Hokkaido, para onde foi transladado. Não muito distante do cabo, está a praia de Oomori, praia pelo qual o poeta se encantou. Lá, foi erigida uma estátua em sua homenagem.

## Seus principais trabalhos
Seus trabalhos mais conhecidos são dois volumes de poemas tankas e seus diários:
- Ichiaku no suna (Um punhado de areia) 1910
- Kanashiki gangu (Triste brinquedo) publicado postumamente em 1912

## Crono-biografia

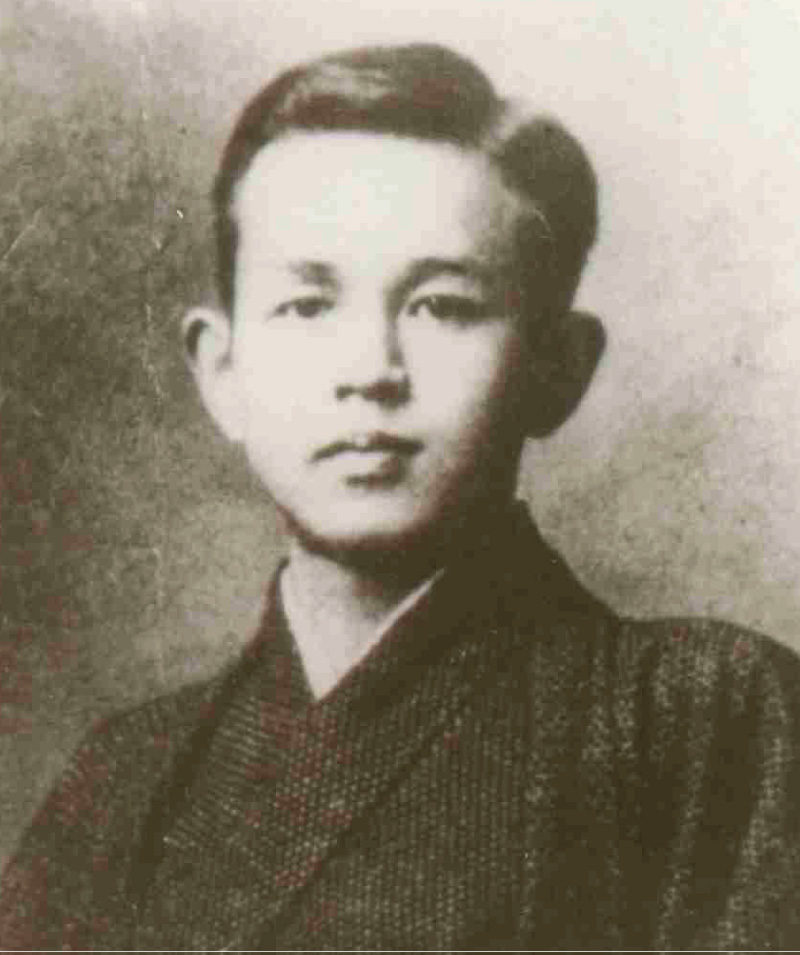
Ishikawa Takuboku

- 1885 - Nasce a 27 de outubro no templo budista Joo-Koo-Ji, na aldeia de Hinoto, província de Iwate, como primogênito do abade Ittei Ishikawa e sua mulher Katsu. Recebe o nome de Hajime.
- 1886 - É registrado em cartório a 20 de fevereiro, data que muitos dão como a sua verdadeira data de nascimento, causando polêmica até os dias de hoje.
- 1887 - Muda-se com a família para a aldeia de Shibutami, para onde o pai fora transferido.
- 1888 - Nasce Mitsuko, sua irmã caçula.
- 1891 - Matricula-se na escola primária de Shibutami.
- 1895 - Matricula-se na escola primária superior.
- 1898 - Matricula-se no ginásio da cidade de Morioka.
- 1899 - Publica um livreto literário (Choji-kai), impresso à mão por um método chamado hectografia. Hospeda-se em Morioka, onde conhece Setsuko Horiai, sua futura esposa.
- 1901 - Edita  a revista de poesia Mikazuki, lança a revista Niguitama publicando a prosa Aki no urei com o pseudônimo de Suikoo e mais 30 tankas intitulado Akikussa. Com o mesmo pseudônimo, publica 17 tankas no jornal Iwate Nipoo
- 1902 - Escreve críticas literárias e alguns tankas para o Iwate Nipoo. Um tanka sob o pseudônimo de Hakuhin é publicado no Myojo, uma revista literária de Tóquio. Pede afastamento dos estudos da escola de Morioka para seguir sua aspiração literária em Tóquio. Adoece no final do ano.
- 1903 - Regressa a Shibutami.  Pesquisa Wagner durante sua convalescença e publica O pensamento de Wagner no Iwate Nippo. Ainda com o pseudônimo de Hakuhin, publica 21 tankas no Myojo. Em novembro, junta-se ao círculo de poetas Shinshisha de Tóquio e começa a usar o pseudônimo de Takuboku (pica-pau). Muitos de seus poemas dessa época seriam juntados ao seu livro de poesias Akogare.
- 1904 - Publica a poesia Mori no tsuikai e Siberia no uta. O Japão declara guerra à Rússia
- 1905 - Seu livro de poesias Akogare (Ansiedade), prefaciada por Bin Ueda, é editado pela Odajima Shobo. Casa-se com Setsuko Horiai. Publica o primeiro número da revista literária ShooTenchi (O pequeno universo), que teve a participação de escritores renomados como Tekkan Yosano e Ryosen Tsunashima e Homei Iwano, mas adoece antes do segundo número.
- 1906 - Torna-se professor da escola primária de Shibutami. Escreve a novela Kumo wa tensai de aru (A nuvem é um gênio). Escreve o romance Sooretsu (Cortejo fúnebre), publicado na revista Myojo. Nasce sua primeira filha, Kyoko.
- 1907 - Torna-se professor substituto da escola primária de Yayoi, em Hakodate, ilha de Hokkaido. Emprega-se como repórter freelance do jornal Hakodate Nichinichi Shimbun. Por causa de um grande incêndio em Hakodate, ele perde ambos os empregos e vai para Sapporo. Trabalhou como revisor no jornal Hokumon Shinpoo. Fundou o jornal Otaru Nippoo.
- 1908 - Empregado no jornal Kushiro Shimbun. Muda-se para Tóquio, escreve cinco romances, mas não consegue vender nenhum. Em três dias escreve centenas de tankas e 114 são publicadas no Myojo. Foi seu ano de maior atividade literária.
- 1909 - Lança a revista literária Subaru com Banri Hirano. Publica o romance Hagaki (Cartão postal) na revista número dez. Emprega-se como revisor no jornal Asahi Shimbun. Passa a escrever para o jornal Toquio Mainichi Shimbun.
- 1910 - Passa a interessar-se pelo socialismo e escreve Jidai no heissoku no genjoo (A fragrância da era obstruída), uma crítica à literatura naturalista japonesa. Nasce seu filho Shiniti. Publica seu livro de tankas intitulado Ichiaku no suna (Um punhado de areia).
- 1911 - Adoece, lê Kropotkin, escreve A letter from prision, após leitura atenta de cartas de inconfidentes socialistas condenados à morte.
- 1912 - Takuboku falece em abril, um mês depois de sua mãe falecer de tuberculose, acometido pela mesma doença.  Após sua morte, seu segundo livro de tankas, batizado Kanashiki gangu (Triste brinquedo) por Zenmaro Toki, é lançado.